# 帕克兰医院
是一部2013年上映的美国历史剧情電影，讲述了1963年约翰·F·肯尼迪遇刺案后发生的混乱事件。
这部电影由彼得·兰德斯曼编剧和导演，由普雷通公司的汤姆·汉克斯、加里·格茨曼、比爾·派斯頓和《Exclusive Media》的奈杰尔和马特·辛克莱制作。电影改编自文森特·布格里奥西2008年的書籍《11月的四天:肯尼迪总统遇刺》。

## 演員
- 詹姆斯·貝吉·戴爾 饰演 Robert Edward Lee Oswald, Jr.[6]
- 柴克·艾弗隆 饰演 Dr. Charles James "Jim" Carrico[7]
- 傑基·厄爾·哈利 饰演 Father Oscar Huber[8]
- 汤姆·威灵 饰演 Secret Service Agent Roy Kellerman[9]
- 柯林·漢克斯 饰演 Dr. Malcolm O. Perry（英语：Malcolm Perry (physician)）[8]
- 大衛·哈伯 饰演 James Gordon Shanklin（英语：Shanklin Family）[8]
- 馬西雅·蓋·哈登 饰演 Head Nurse Doris Nelson[10]
- 榮·利文斯通 饰演 James P. Hosty[11]
- 傑瑞米·史壯 饰演 李·哈維·奧斯瓦爾德[12]
- 比利·鮑伯·松頓 饰演 特勤局特工Forrest Sorrels[7]
- 賈姬·威佛 饰演 瑪格麗特·奧斯瓦爾德（英语：Marguerite Oswald）[7]
- 保罗·吉亚玛提 饰演 亞伯拉罕·澤普魯德（英语：Abraham Zapruder）[7]
- Dana Wheeler-Nicholson 饰演 莉蓮·澤普魯德（Lillian Zapruder）
- 比茜·图诺克 饰演 Marilyn Sitzman[13]
- Brett Stimely 饰演 總統 约翰·肯尼迪[14]
- Kat Steffens 饰演 第一夫人 杰奎琳·肯尼迪
- 吉爾·貝羅斯 饰演 David Powers
- Sean McGraw 饰演 林登·约翰逊
- 羅利·科奇瑞恩 饰演 Earl Rose（英语：Earl Rose (coroner)）
- 馬克·杜普拉斯 饰演 Kenneth O'Donnell
- Jimmie Dale Gilmore 饰演 Reverend Saunders
- 马特·巴尔 饰演 Paul Mikkelson
- Jonathan Breck 饰演 Winston Lawson
- Gary Grubbs 饰演 Dr. Kemp Clark
- 布萊恩·巴特 饰演 Malcolm Kilduff
- Glenn Morshower 饰演 Mike Howard
- Armando Gutierrez 饰演 Officer Glen McBride
- 奥斯汀·尼可斯 饰演 Secret Service Agent Emory Roberts
- Gary Clarke 饰演 Admiral George Burkley

## 评价
本片的评论褒贬不一，在烂番茄123条评论中，获得了50%的好评。在Metacritic上，这部电影的评级为51/100。